# Doddabidarakallu, Bangalore North
Doddabidarakallu là một làng thuộc tehsil Bangalore North, huyện Bangalore Urban, bang Karnataka, Ấn Độ.